# Henry Danger
Sam et Cat Game Shakers (2015)
Les Aventures de Kid Danger (2018)
Danger Force (2020)
Henry Danger est une série télévisée américaine créée par Dan Schneider et Dana Olsen, qui a été diffusée du 26 juillet 2014, puis à partir du 13 septembre 2014 au 21 mars 2020 sur Nickelodeon.
En France, la série est diffusée depuis le 23 mars 2015 sur Nickelodeon France[réf. souhaitée] et au Québec à partir du 12 septembre 2016 
sur VRAK.TV.
En France, Belgique et en Suisse, la première saison est disponible en VAD depuis le 9 octobre 2019 sur la plateforme Netflix. Puis sa franchise diffusée depuis sur Gulli

## Synopsis
Dans la ville de Swellview, un garçon tout à fait normal, prénommé Henry Hart, recherche un emploi et décroche un poste dans une boutique. Il découvre alors que son nouveau patron, Ray Manchester est en fait le super-héros de la ville, Captain Man. Captain Man est très aimé par la ville de Swellview. Henry prend pour nom de super-héros : Kid Danger, afin de cacher sa véritable identité à son entourage. Sa meilleure amie Charlotte découvre malheureusement en quelques jours son secret. Jasper découvre par la suite le même secret, alors qu'il avait découvert un autre secret, et Henry révèle donc sa double identité de Kid Danger. Bien plus tard, sa petite sœur Piper découvre à son tour le secret, étant tombée par hasard dans la Man-Cave (quartier général secret de Captain-Man et Kid Danger, située à un kilomètre sous la fausse boutique nommée Chiné Club) et parcouru plusieurs kilomètres dans de long tube . Enfin, les parents d'Henry découvrent son secret, ayant du mal à le croire. Henry arrive à leur prouver qu'il est Kid Danger.
Au cours de la série, plusieurs méchants vont se relayer à tour de rôle et tenter de faire tomber Captain Man  puis Kid Danger. Certains vont s'échapper de la prison, d'autres vont tenter d'entrer dans la Man-Cave, tous les moyens ont été pris pour permettre à ces méchants...

## Distribution

### Acteurs principaux
- Jace Norman (VFB : Raphaëlle Bruneau puis Gauthier de Fauconval) : Henry Prudence Hart / Kid Danger
- Cooper Barnes (VFB : Nicolas Matthys) : Raymond «Ray» Manchester / Captain Man
- Riele Downs (VFB : Elsa Poisot) : Charlotte Page
- Sean Ryan Fox (VFB : Carole Baillien puis Bruno Borsu) : Jasper Dunlop
- Ella Anderson (VFB : Béatrice Wegnez puis Nancy Philippot) : Piper Hart
- Michael D. Cohen (VFB : Peppino Capotondi) : Schwoz Schwartz (récurrent saisons 1 à 4, principal saison 5)

### Acteurs récurrents
- Jeffrey Nicholas Brown (de) (VFB : Marc Weiss) : Jake Hart
- Kelly Sullivan (en) (VFB : Maia Baran) : Kris Hart
- Duncan Bravo (VFB : Mathieu Moreau) : Gooch (saison 1)
- Jil Benjamin (VFB : Micheline Tziamalis) : Sharona Shapen
- Joe Kaprielian (VFB : Thibaut Delmotte) : Sidney Birnbaum (saisons 1 à 4)
- Matthew Zhang (VFB : Bruno Borsu puis Illyas Mettioui) : Oliver Pook (saisons 1 à 4)
- Ben Giroux (en) (VFB : Sébastien Hébrant) : Le Bambin
- Mike Ostroki (VFB : Dider Colfs puis Simon Duprez) : Dr Minyak
- Amber Bela Muse : Nurse Cohort
- Timothy Brennen (VFB : Philippe Allard) : Vice Maire Willard
- Ryan Grassmeyer (VFB : Pierre Le Bec puis Sébastien Hébrant) : Jeff Bilsky
- Andrew Caldwell (en) (VFB : Grégory Praet) : Mitch Bilsky
- Carrie Barrett : Mary Gaperman
- Winston Story : Trent Overunder
- Tommy Walker : Drex
- Maeve Tomalty (VFB : Claire Tefnin) : Bianca (saisons 1 et 2)
- Madison Iseman : Veronica

### Invités
- Russell Westbrook : Shawn Corbit (saison 1)
- Nathan Kress : lui-même (saison 1)
- Kira Kosarin : Phoebe Thunderman (saison 2 eps 17 et 18)
- Jack Griffo : Max Thunderman (saison 2 eps 17 et 18)
- Frankie Grande (en) : Frankini (saisons 3 à 5)
- Jade Pettyjohn (VFB : Helena Coppejeans) : Chloé Hartman
- Jake Farrow (en) (VFB : David Manet) : Brad l'invisible (voix)
- Zoran Korach (en) : Goomer (saisons 3 à 5)
- Shaun White : lui-même
- Benjamin Flores Jr. (VFB : Alexis Flamant) : Li'l Biggie, ainsi que Triple G  (saison 4)
- Cree Cicchino : Babe  (saison 4)
- Madisyn Shipman : Kenzie  (saison 4)
- Thomas Kuc : Hudson  (saison 4)
- Kel Mitchell : Double G  (saison 4)
- Daniella Perkins : Ciara  (saison 5)
- Owen Joyner : Arc  (saison 5)

Version française
- Studio de doublage : VSI Chinkel Paris (saisons 1 et 2) puis Lylo Media Group (saisons 3 à 5)
  - Direction artistique : Aurélien Ringelheim, Cécile Florin, Gauthier de Fauconval, Sophie Landresse

## Production

### Développement
La série a été reprise avec un ordre de production initial de 20 épisodes le 13 mars 2014, plus tard étendu à 26 épisodes. Le 26 juillet 2014, la série a commencé à diffuser un épisode spécial d'une heure.
Le créateur de la série, Dan Schneider, a déclaré sur Twitter qu'un personnage de l'une de ses séries précédentes fera une apparition sur la série Henry Danger.
Le 18 novembre 2014, la série a été renouvelée pour une deuxième saison. La deuxième saison a été diffusée le 12 septembre 2015.
Le 2 mars 2016, la série a été renouvelée pour une troisième saison. La troisième saison a été diffusée le 17 septembre 2016.
La série a été renouvelée pour une quatrième saison le 16 novembre 2016. La quatrième saison a été diffusée le 21 octobre 2017.
Le 19 mars 2018, Jace Norman a indiqué dans une interview à Extra que la série devait être reprise pour une cinquième saison.
Nickelodeon a renouvelé la série pour une cinquième saison de 20 épisodes
Le tournage de la cinquième saison a débuté en juillet 2018.
Le 27 juillet 2018, la série a été renouvelée pour une cinquième saison de 20 épisodes. De plus, Michael D. Cohen sera dans le casting principal et Christopher J. Nowak joue désormais le rôle de show runner, tandis que Jake Farrow est désormais producteur exécutif,.
Le 3 décembre 2018, Nickelodeon a rajouté dix épisodes supplémentaires pour la cinquième saison ce qui fait une saison de 30 épisodes et un total de 117 épisodes produits.
Le 3 avril 2019, Nickelodeon a rajouté encore dix autres épisodes supplémentaires pour la cinquième saison ce qui fait une saison de 40 épisodes et un total de 127 épisodes produits.
Le 11 mai 2019, il a été annoncé que Frankie Grande sera de retour pour un épisode musical spécial qui fera sa première le 27 juillet 2019.
Le 31 août 2019, Jace Norman a annoncé via Hollywood To You que la cinquième saison serait la dernière de la série[réf. nécessaire].
Le 21 mars 2020, une série spin off est sortie aux États-Unis (après le dernier épisode) appelée Danger Force.

### Fiche technique
Sauf indication contraire, les informations mentionnées dans cette section peuvent être confirmées par la base de données cinématographiques IMDb,  présente dans la section « Liens externes ».
- Titre original : Henry Danger
- Titre français : Henry Danger
- Création : Dan Schneider & Dana Olsen
- Réalisation : Steve Hoefer, Russ Reinsel, Adam Weissman, Nathan Kress, David Kendall, Harry Matheu, Mike Caron, Allison Scagliotti, Evelyn Belasco
- Scénario : Dan Schneider, Dana Olsen, Christopher J. Nowak, Jake Farrow, Dave Malkoff, Jay Kogen, Avin Das, Samantha Martin, Andrew Thomas, Hayes Jackson, Joe Sullivan, Ben Adams, Sam Becker
- Musique :
  - Compositeur(s) : Michael Corcoran, Zack Hexum, Niki Hexum
  - Compositeur(s) de musique thématique : Michael Corcoran, Zack Hexum, Dan Schneider
- Production :
  - Producteur(s) : Christopher J. Nowak, Jeffrey Goldstein, Kim Sherwood
  - Producteur(s) exécutive : Dan Schneider, Christopher J. Nowak, Jake Farrow (saison 3b-5)
- Société(s) de production : Schneider's Bakery, Nickelodeon Productions, CBS Television Studios
- Pays d'origine :  États-Unis
- Langue originale : Anglais
- Format :
  - Format image : 720p (HDTV)
  - Format audio : 5.1 surround sound
- Genre : Sitcom, comédie
- Durée : 25 minutes
- Diffusion :  États-Unis,  Canada,  France,  Royaume-Uni,  Irlande,  Australie,  Nouvelle-Zélande, Italie
- Public : Tout public

### Diffusion internationale
Au Canada, la série est diffusée depuis le 8 octobre 2014 sur YTV. En Australie et en Nouvelle-Zélande, la série a commencé à être diffusée le 17 janvier 2015 sur Nickelodeon. Au Royaume-Uni et en Irlande, la série a été diffusée sur Nickelodeon le 13 février 2015.
Pour la version française, la société de doublage a supprimé le flashback du début de la première saison, où l'on apprend comment Ray est devenu indestructible.

## Liste des épisodes
| Saison | Saison | Épisodes | États-Unis        | États-Unis      | France          | France           |
| Saison | Saison | Épisodes | Début de saison   | Fin de saison   | Début de saison | Fin de saison    |
| ------ | ------ | -------- | ----------------- | --------------- | --------------- | ---------------- |
|        | 1      | 26       | 26 juillet 2014   | 16 mai 2015     | 23 mars 2015    | 24 novembre 2015 |
|        | 2      | 19       | 12 septembre 2015 | 17 juillet 2016 | 8 février 2016  | 20 février 2017  |
|        | 3      | 20       | 17 septembre 2016 | 7 octobre 2017  | 5 février 2018  | 27 avril 2018    |
|        | 4      | 22       | 21 octobre 2017   | 20 octobre 2018 | 19 mai 2018     | 26 octobre 2019  |
|        | 5      | 41       | 3 novembre 2018   | 21 mars 2020    | 5 octobre 2019  | 3 octobre 2020   |

## Séries dérivées

### Série dérivée animé
Le 2 mars 2017, Nickelodeon a annoncé une nouvelle série intitulée Les Aventures de Kid Danger. La série fut diffusée du 15 janvier 2018 au 14 juin 2018, aux États-Unis, et du 19 mai 2018 au 29 septembre 2018, en France.

### Autre série dérivée
Le 19 février 2020, Nickelodeon a annoncé que la nouvelle série dérivée sortirait en première le 28 mars 2020, aux États-Unis, avec comme titre : Danger Force. La série est constituée des acteurs de Ray Manchester / Captain Man, et de Schwoz Schwartz, dans les rôles principaux. La saison 1 est constituée de 13 épisodes.

## Univers de la série

### Les personnages

#### Personnages principaux
- Henry Prudence Hart / Kid Danger / joué par Jace Norman[17] est le personnage principal de la série, âgé de 13 ans et, est l'acolyte de Captain Man sous le nom de Kid Danger, sans que certaines personnes ne soient au courant de son vrai travail à part Charlotte et Jasper. Ses journées sont très mouvementées et il ne peut souvent pas accorder plus d'importance entre ses études, son travail, sa vie amoureuse et sa famille. Son arme en tant que super-héros est un pisto-laser de même que celle de Ray. À partir de la saison 3 jusqu’à la saison 5, il possède l'hypermotilité, qui lui permet d'avoir des réflexes plus rapides. Il est impulsif, jaloux et possède un caractère trempé. Parfois, il peut manquer de confiance en lui, qu'il compense par un caractère autosuffisant. Malgré cela il est très attaché aux gens qu'il aime, même s'il n'est pas très expansif au niveau de ses sentiments. Il est également fan de la série "Le Chien Juge" de même que Ray, Jasper, Charlotte, Piper et Schwoz.
- Ray (Raymond) Manchester / Captain Man / joué par Cooper Barnes[18] est le super-héros de Swellview âgé de 35 ans connu comme étant Captain Man puis patron du Chiné-club, facétieux et sympathique. Il a la capacité d'être hermétique aux coups, est musclé, est indestructible, et a le béguin pour la mère de Henry. Il n’apprécie pas le père de Henry. Il est également fan de la série "Le Chien Juge" de même qu’Henry, Charlotte, Jasper, Piper et Schwoz. Il réapparait en tant que personnage principal dans Danger Force.
- Charlotte Page / jouée par Riele Downs[19] est l'amie d'enfance de Henry puis Jasper et travaille avec Ray. Elle a appris son secret dans l’épisode 4 de la saison 1. Elle est assez sarcastique, mature, très intelligente et semble avoir un manque de tact. Elle constitue un puits de connaissances au sein de son travail. À certaines occasions elle peut se montrer féministe et agir en conséquence. Elle est également une fan de la série "Le Chien Juge" De même qu’Henry, Ray, Piper, Schwoz et Jasper.
- Jasper (NSP) Dunlop / joué par Sean Ryan Fox[20] est le meilleur ami de Henry et Charlotte. Drôle, amical et fonceur il voue une passion pour des choses insensées surtout pour les seaux. Il connait le secret d'Henry depuis l'épisode 19 de la saison 2 car Henry le lui a révélé par erreur. Au premier épisode de la saison 3 Jasper fait son premier jour de travail au Chiné-club.
- Piper Hart / joué par Ella Anderson[21] est la petite sœur d'Henry, âgée de 10 ans, elle est très agressive, parle beaucoup, colérique, malpolie et méchante envers la plupart des gens et se prend pour la chef de sa maison. Elle apprécie beaucoup Kid Danger et espère l'épouser un jour, ignorant totalement sa vraie identité jusqu’à l'épisode en deux parties de la Saison 5 appelé La Tornade Piper. Elle est aussi présidente (à partir de l’épisode 8 de la saison 1) du fan-club de Captain Man et Kid Danger "Les fans de Man".
- Schwoz Schwartz / joué par Michael D. Cohen[22] est l'employé mécanicien de Ray. Séducteur comme son patron, peu maladroit, gourmand et émérite. Schwoz réapparaît en tant que personnage principal dans Danger Force.

#### Personnages secondaires
- Siren Hart[23] est la mère de Henry et de Piper. Femme particulièrement jolie et dont Ray est tombé sous le charme. Elle a horreur de la rivalité s'interposant entre ses enfants et travaille dans un magasin de chaussures.
- Jack Hart[24] est le père de Henry. Parfois irresponsable et très bavard, sa fille ne le supporte pas et lui ne supportant également pas Jasper.
- Gooba Gooch est l'employé et gardien du Chinéclub. Sa plante carnivore s'appelle Omar avale toutes sortes d'aliments et crache de l'eau. Il a un langage hindou et porte des vêtements hindous. Il est présent uniquement dans la Saison 1.
- Oliver Pook[25] est le camarade de classe de Henry. Maladroit, stupide, sympathique et bigleux. Meilleur ami de Jasper et Sidney.
- Sidney Birnbaum est le meilleur ami de Oliver, et Jasper. Tout aussi stupide que lui et moqueur. Amoureux de Chloé.
- Bianca est la 2e copine de Henry et rivale de Chloé. Elle ignore sa seconde identité et participe à des séances de laser des yeux. Dans le crossover Danger & Thunder, on apprend que Bianca à aussi quitté Henry pour participer à la même émission que Chloé (l'ex petite amie d'Henry), Ados dans la nature.
- Chloé Hartman est la copine de Henry et organisatrice d'une émission de télévision relative sur la nature Ados dans la nature, très mignonne et ignore aussi sa seconde identité.
- Sharona Shapen[26] est la professeure d'Henry. Elle a des comportements très paranos et dégoutantes que Schwoz trouve très attirantes.
- Trent Overunder est le journaliste de KLVY qui rend compte des activités de Swellview, notamment des activités héroïques de Captain Man et de Kid Danger. Il réapparaît dans la série spin-off danger force.
- Mary (Davy) Gaperman est la journaliste de Trent à KLVY et a une intelligence peu développée. Elle réapparaît également dans la série spin-off danger force.
- Mitch Bilsky est le tyran de l'école et le rival d’Henry.
- Dr Oratio T. Minyak est le méchant scientifique fou et l'ennemi juré de Captain Man.
- Nurse Cohort est l'assistante féminine du Dr Minyak.

## Accueil

### Audiences
| Saison | Début de saison   | Début de saison | Début de saison | Fin de saison     | Fin de saison   | Fin de saison | Moyenne des téléspectateurs |
| Saison | Date de diffusion | Téléspectateurs | Réf.            | Date de diffusion | Téléspectateurs | Réf.          | Moyenne des téléspectateurs |
| ------ | ----------------- | --------------- | --------------- | ----------------- | --------------- | ------------- | --------------------------- |
| 1      | 26 juillet 2014   | 1 940 000       | [ 27 ]          | 16 mai 2015       | 1 550 000       | [ 28 ]        | 1 750 000                   |
| 2      | 12 septembre 2015 | 2 130 000       | [ 29 ]          | 17 juillet 2016   | 2 600 000       | [ 30 ]        | 1 800 000                   |
| 3      | 17 septembre 2016 | 1 820 000       | [ 31 ]          | 7 octobre 2017    | 1 650 000       | [ 32 ]        | 1 910 000                   |
| 4      | 21 octobre 2017   | 1 410 000       | [ 33 ]          | 20 octobre 2018   | 940 000         | [ 34 ]        | 1 570 000                   |
| 5      | 3 novembre 2018   | 1 110 000       | [ 35 ]          | 21 mars 2020      | 1 260 000       | [ 36 ]        | 970 000                     |

### Réceptions critiques
Selon les critiques des téléspectateurs par Allociné, la série a reçu une note moyenne de 3,2 sur 5 étoiles.
Les revues parentes de Common Sense Media donnent à la série 3 étoiles sur 5 basées sur 64 commentaires.
D'après AlloCiné, Henry Danger est devenu la série no 3 de Nickelodeon avec une note des téléspectateurs de 3.5 sur 5 en 2016 et, en prenant fin en 2020, il sort du podium en février 2021.

### Récompenses et nominations
| Année | Récompenses         | Catégorie                                                            | Résultat   | Réf.   |
| ----- | ------------------- | -------------------------------------------------------------------- | ---------- | ------ |
| 2015  | Kids' Choice Awards | Meilleure série télévisée                                            | Nomination | [ 41 ] |
| 2016  | Kids' Choice Awards | Meilleure série télévisée                                            | Nomination | [ 42 ] |
| 2017  | Kids' Choice Awards | Meilleure série télévisée                                            | Lauréat    | [ 43 ] |
| 2018  | Muahs Awards        | Programmation pour enfants et ados : meilleur maquillage             | Lauréat    |        |
| 2018  | Muahs Awards        | Programmation pour enfants et ados : meilleur style pour les cheveux | Lauréat    |        |
| 2018  | Kids' Choice Awards | Meilleure série télévisée                                            | Nomination |        |
| 2019  | Kids' Choice Awards | Meilleure série télévisée de comédie                                 | Nomination | [ 44 ] |
| 2020  | Kids' Choice Awards | Meilleure série télévisée pour enfant                                | Lauréat    | [ 45 ] |

## Henry Danger, le film
Le 5 mai 2017, Viacom annonce qu'un film de la série Henry Danger était en cours de développement, il est diffusé en simultané le 17 janvier 2025 sur Nickelodeon et Paramount+.